# Специфична електропроводимост
Специфичната електропроводимост е физическо свойство на веществата. Това е проводимостта на проводник от даденото вещество със сечение 1 m2 и дължина 1 m. Означава се с гръцката буква σ (сигма). Измерва се в S/m (сименси на метър).
Когато се говори за „проводимост на вещество“, най-често се има предвид именно специфичната му електропроводимост.
Електропроводимост или специфична електропроводимост е мярка за способността на дадено вещество да провежда електрически ток. Когато електрическа потенциална разлика (електрическо напрежение) е подадено върху (по дължината на) даден проводник, то неговите подвижни заряди (токоносители) започват да се движат насочено, т.е. започва да тече електрически ток. Специфичната проводимост σ се определя като отношението на токовата плътност {\displaystyle \mathbf {J} } и интензитета (напрегнатостта) на електрическото поле {\displaystyle \mathbf {E} }:
{\displaystyle \mathbf {J} =\sigma \mathbf {E} }.
Съществуват вещества, при които електрическата проводимост е анизотропна, при което σ е 3×3 матрица (или тензор от ранг-2), която в общия случай е несиметрична.
Електропроводимостта е обратнопропорционална на специфичното съпротивление ρ{\displaystyle ,[\Omega m]}:
{\displaystyle \sigma ={\frac {1}{\rho }}}

## Класификация на веществата според електропроводимостта им
Твърдите вещества могат да се класифицират според тяхната електропроводимост като проводниции, полупроводници и изолатори (диелектрици). Металите са типични проводници и електропроводимостта им нараства с понижаване на температурата.
Полупроводниците могат да се разделят на полупроводници със собствена проводимост (напр. германий или силиций), и на примесни полупроводници. При полупроводниците електропроводимостта нараства с повишаване на температурата, а в някои случаи – и с осветеността. Изолатори са напр. високотопими оксиди като силициев или магнезиев оксид, двуалуминиев триоксид, пластмаси и др.

## Специфична електропроводимост на някои вещества
| Вещество                             | Електропроводимост (S·m-1) | Температура (°C) | Забележки |  |
| ------------------------------------ | -------------------------- | ---------------- | --- |  |
| Сребро                               | 63,01 × 106                | 20               | Най-голяма специфична електропроводимост от всички метали |  |
| Мед                                  | 59,6 × 106                 | 20               | |  |
| Закалена мед                         | 58 × 106                   | 20               | Известна като 100 %IACS или международен стандарт за закалена мед. Единицата за израз на проводимостта на 'немагнитни' (диамагнитни или парамагнитни) вещества чрез метод за тестване използващ вихрови токове. Използва се за проверка на закаляване и различни сплави на алуминия. |  |
| Алуминий                             | 37,8 × 106                 | 20               | |  |
| Морска вода                          | 5                          | 23               | Има много фактори и величини, описващи свойствата на морската вода при различни условия. 5 S·m-1 е за средна соленост от 35 g/kg при около 23 °C |  |
| Питейна вода                         | 0,0005 до 0,05             |                  | Този обхват на проводимост е типичен за питейна вода с високо качество (но не е показател за качеството на водата) |  |
| Дейонизирана вода (дестилирана вода) | 5,5 × 10-6                 |                  | вижте също J. Phys. Chem. B 2005, 109, 1231 – 1238 |  |
| Въглерод                             | 3 × 104                    |                  | |  |
| Желязо                               | 1 × 107                    |                  | |  |
| Олово                                | 5 × 106                    |                  | |  |
| Никел                                | 1,5 × 107                  |                  | |  |
| Злато                                | 4,1 × 107                  |                  | |  |
| Графит                               | 7 × 104                    |                  | |  |
| Неръждаема стомана                   | 1,1 × 106                  |                  | |  |
| Калай                                | 8,8 × 106                  |                  | |  |
| Волфрам                              | 1,8 × 107                  |                  | |  |
| Нихром                               | 1 × 106                    |                  | |  |
| Припой                               | 7 × 106                    |                  | |  |
| Галинстан                            | 3,46 × 106                 |                  | |  |
| Силиций (чист)                       | 4,4 × 10-4                 |                  | |  |
| Почва (суха)                         | 2 × 10-3                   |                  | |  |
| Тефлон                               | 1 × 10-15                  |                  | |  |
| Кварц                                | 1 × 10-17                  |                  | |  |
| Стъкло                               | 1 × 10-12                  |                  | |  |
| Слюда                                | 1 × 10-15                  |                  | |  |
| Полистирол                           | 1 × 10-17                  |                  | |  |
| Полиетилен                           | 1 × 10-16                  |                  | |  |